# Tverskaja
Tverskaja in russo Тверская? è una stazione della Metropolitana di Mosca situata sulla Linea Zamoskvoreckaja. 

## Storia
Secondo i primi progetti, la stazione avrebbe dovuto essere inaugurata nel 1938 insieme al resto del ramo Gor'kovskij della seconda tratta della metropolitana.
Tuttavia, questa idea iniziale fu abbandonata e fu lasciato un tunnel provvisorio nel punto in cui sarebbe poi dovuta sorgere la fermata. All'inizio degli anni sessanta, poi, vi fu un cambiamento nei progetti di sviluppo della metropolitana e nella zona dell'attuale Tverskaja fu progettato un punto di interscambio tra le linee. Di conseguenza, nel 1975, dopo l'apertura della stazione Puškinskaja, iniziarono i lavori. Il design della stazione segnò il trionfo dell'ingegneria, dato che il tunnel centrale e le banchine furono costruite senza interruzioni del servizio.
La stazione si trova al di sotto di Piazza Puškin ed in origine era chiamata Gor'kovskaja, in onore di Maksim Gor'kij. La decorazione è dedicata alle opere dell'autore, e gli architetti R. Semerdžiev, Boris Ivanovič Tchor, N. Šreter, Viktor Aleksandrovič Čerëmin e P. Kirjušin fecero del loro meglio per mostrare simultaneamente le forme del costruttivismo rivoluzionario nei pilastri e nel soffitto, lasciando pertanto visibile l'opera ingegneristica. Il marmo bianco fu utilizzato per i pilastri e le mura, mentre per il pavimento fu usato granito rosso. In origine, il fondo della stazione era decorato con una composizione scultorea dedicata ai temi opere di Gor'kij. Tuttavia, nel 1987, dopo l'apertura dell'interscambio con Čechovskaja, la composizione fu spostata presso le scale mobili. Il trasbordo verso Puškinskaja è effettuabile attraverso due passaggi sotto la banchina, e attraverso l'ingresso sotto piazza Puškin, condiviso da entrambe le stazioni.